# Marí de Besalú
|  | Per a altres significats, vegeu «Sant Marí». |

Marí, bisbe i confessor fou un bisbe, venerat com a sant al monestir benedictí de Sant Pere de Besalú, on eren les seves restes. Era venerat a l'Església catòlica i, tret del santoral, encara en manté en els de l'Església Ortodoxa.

## Hagiografia i veneració
No se sap res de la seva vida i ni tan sols del temps que visqué. Antoni Vicenç Domènec diu que el cos, juntament amb els dels sants Evidi i Patró, era venerat en aquest monestir, i que els reliquiaris eren a l'altar major amb llànties enceses permanentment. Diu també que la festivitat de Marí s'hi celebrava el 19 d'agost, amb ofici propi de bisbe i confessor. A l'altar major, sobre l'arca de les relíquies, hi havia una talla que el representava com a bisbe.
Probablement, com les d'altres cossos sants recollits al monestir (com els sants Prim i Felicià d'Agen), eren restes de persones venerades provinents d'altres llocs i custodiades al cenobi, però la pèrdua de les restes, els arxius i el mateix monestir fan impossible poder esbrinar a qui corresponien. En tot cas, era un bisbe anterior al segle x, segle de fundació del monestir.
A partir d'aquestes poques dades, alguns santorals antics parlen d'un Marí de Besalú, abat i bisbe de Besalú, mort cap al 800. L'errada és evident, ja que el monestir no fou fundat fins al 977 i el bisbat de Besalú només tingué vigència entre 1017 i 1020.
La desamortització del segle xix provocà l'abandonament del seu culte i la desaparició de les restes i altres materials que podrien haver contribuït a aclarir la qüestió. Consta com a sant probablement real als Acta sanctorum dels bol·landistes, tot i que no pot donar més dades que les transmeses per Domènec. Tret del Martirologi romà per manca de dades, es manté en els santorals de l'Església Ortodoxa, que van recollir el santoral catòlic previ a la separació.